# Jean Yeuwain
Jean Yeuwain est un homme de lettres originaire des Pays-Bas espagnols, né à Mons vers 1566 et mort vers 1626.

## Biographie
Il appartenait à la bourgeoisie montoise et a probablement étudié au collège de Houdain, fondé en 1545. Les bâtiments de ce collège sont aujourd'hui intégrés à ceux de la faculté polytechnique de Mons. 
En 1591, il traduit Hippolyte, tragédie tournée de Sénèque. Le texte qu’il utilise est sans doute celui du fameux jésuite Antoine Delrio (1576). Le traducteur prend de menues libertés avec le texte latin. Yeuwain avait écrit d’autres tragédies, perdues. C’est son frère, le poète André Yeuwain, qui a conservé le manuscrit, aujourd’hui consultable à la bibliothèque publique de Mons.